# Classe Gowind
A Classe Gowind é uma classe de corvetas da Marinha da França. Foi desenvolvida pela empresa DCNS, sendo capaz de operar em diversos tipos de missões, como guerra antissubmarina e guerra antiaérea, no litoral oceânico.